# Dekanat morawicki
Dekanat morawicki – jeden z 33 dekanatów rzymskokatolickiej diecezji kieleckiej. Tworzy go 7 parafii:
- Bilcza – pw. św. Kazimierza w.
- Brzeziny – pw. Wszystkich Świętych
- Dębska Wola – pw. Matki Bożej Częstochowskiej
- Lisów – pw. św. Mikołaja b. w.
- Morawica – pw. Matki Bożej Nieustającej Pomocy
- Obice – pw. Dobrego Pasterza
- Radomice – pw. Świętej Rodziny